# Cheng Meng
Cheng Meng (27 febbraio 1998) è un calciatore cambogiano, centrocampista del Visakha.

## Carriera

### Club
Ha giocato nella prima divisione cambogiana.

### Nazionale
Ha esordito in nazionale l'11 gennaio 2016 nell'amichevole Maldive-Cambogia (3-2).

## Statistiche

### Cronologia presenze e reti in nazionale
| Cronologia completa delle presenze e delle reti in nazionale ― Cambogia | Cronologia completa delle presenze e delle reti in nazionale ― Cambogia | Cronologia completa delle presenze e delle reti in nazionale ― Cambogia | Cronologia completa delle presenze e delle reti in nazionale ― Cambogia | Cronologia completa delle presenze e delle reti in nazionale ― Cambogia | Cronologia completa delle presenze e delle reti in nazionale ― Cambogia | Cronologia completa delle presenze e delle reti in nazionale ― Cambogia | Cronologia completa delle presenze e delle reti in nazionale ― Cambogia |
| Data                                                                    | Città                                                                   | In casa                                                                 | Risultato                                                               | Ospiti                                                                  | Competizione                                                            | Reti                                                                    | Note                                                                    |
| ----------------------------------------------------------------------- | ----------------------------------------------------------------------- | ----------------------------------------------------------------------- | ----------------------------------------------------------------------- | ----------------------------------------------------------------------- | ----------------------------------------------------------------------- | ----------------------------------------------------------------------- | ----------------------------------------------------------------------- |
| 20-11-2018                                                              | Phnom Penh                                                              | Cambogia                                                                | 3 – 1                                                                   | Laos                                                                    | Campionato dell'ASEAN di calcio                                         | -                                                                       | 55’ 62’                                                                 |
| 24-11-2018                                                              | Hanoi                                                                   | Vietnam                                                                 | 3 – 0                                                                   | Cambogia                                                                | Campionato dell'ASEAN di calcio                                         | -                                                                       |                                                                         |
| 05-09-2019                                                              | Phnom Penh                                                              | Cambogia                                                                | 1 – 1                                                                   | Hong Kong                                                               | Qual. Mondiali 2022                                                     | -                                                                       |                                                                         |
| 10-09-2019                                                              | Phnom Penh                                                              | Cambogia                                                                | 0 – 1                                                                   | Bahrein                                                                 | Qual. Mondiali 2022                                                     | -                                                                       |                                                                         |
| 10-10-2019                                                              | Tehran                                                                  | Iran                                                                    | 14 – 0                                                                  | Cambogia                                                                | Qual. Mondiali 2022                                                     | -                                                                       | 69’                                                                     |
| 15-10-2019                                                              | Phnom Penh                                                              | Cambogia                                                                | 0 – 4                                                                   | Iraq                                                                    | Qual. Mondiali 2022                                                     | -                                                                       |                                                                         |
| 14-11-2019                                                              | Phnom Penh                                                              | Cambogia                                                                | 1 – 1                                                                   | Mongolia                                                                | Amichevole                                                              | -                                                                       |                                                                         |
| 19-11-2019                                                              | Hong Kong                                                               | Hong Kong                                                               | 2 – 0                                                                   | Cambogia                                                                | Qual. Mondiali 2022                                                     | -                                                                       |                                                                         |
| 03-06-2021                                                              | Riffa                                                                   | Bahrein                                                                 | 8 – 0                                                                   | Cambogia                                                                | Qual. Mondiali 2022                                                     | -                                                                       | 25’                                                                     |
| 07-06-2021                                                              | Arad                                                                    | Iraq                                                                    | 4 – 1                                                                   | Cambogia                                                                | Qual. Mondiali 2022                                                     | -                                                                       |                                                                         |
| 11-06-2021                                                              | Riffa                                                                   | Cambogia                                                                | 0 – 10                                                                  | Iran                                                                    | Qual. Mondiali 2022                                                     | -                                                                       |                                                                         |
| 06-12-2021                                                              | Singapore                                                               | Cambogia                                                                | 1 – 3                                                                   | Malaysia                                                                | AFF Suzuki Cup 2020 - 1º turno                                          | -                                                                       |                                                                         |
| 15-12-2021                                                              | Singapore                                                               | Cambogia                                                                | 3 – 0                                                                   | Laos                                                                    | AFF Suzuki Cup 2020 - 1º turno                                          | -                                                                       |                                                                         |
| Totale                                                                  |                                                                         | Presenze                                                                | 13                                                                      |                                                                         | Reti                                                                    | 0                                                                       |                                                                         |

## Palmarès

### Club

#### Competizioni nazionali
- C-League: 1

Nagaworld: 2018
- Hun Sen Cup: 1

Visakha: 2020